# Canotaj la Jocurile Olimpice de vară din 2024 - Dublu rame masculin

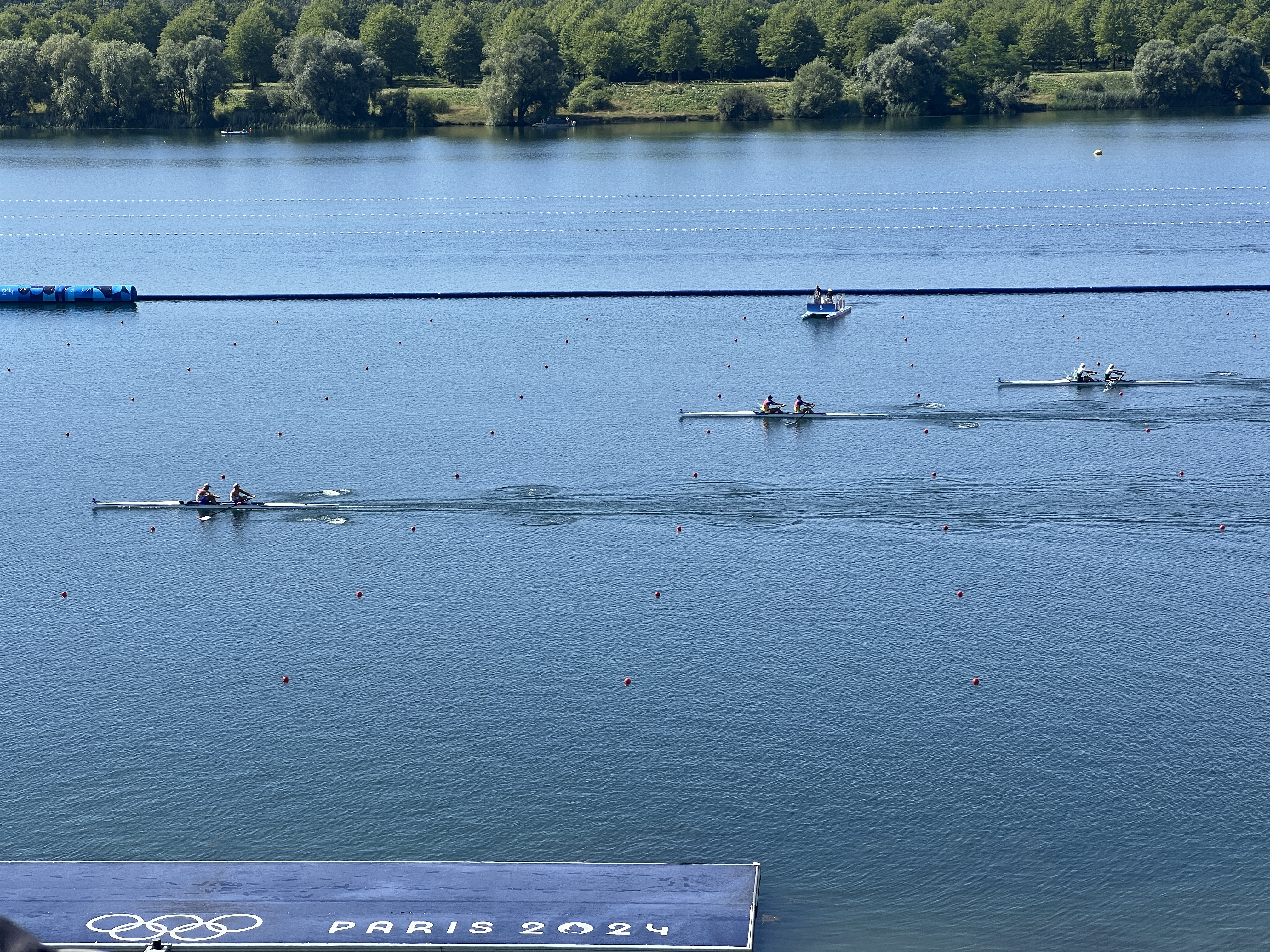
Cursa a 2-a cu Martin Sinković și Valent Sinković (la stânga) și Florin Lehaci și Florin Arteni (în mijloc)

Proba masculină de canotaj dublu rame de la Jocurile Olimpice de vară din 2024 a avut loc în perioada 28 iulie-2 august 2024 pe Stadionul Nautic Olimpic Național din Île-de-France, aflat la aproximativ 30 de kilometri de Paris.

## Program
Orele sunt ora Franței (UTC+1) 
| Data                    | Timp | Etapă        |
| ----------------------- | ---- | ------------ |
| Duminică, 28 iulie 2024 | 9:00 | Calificări   |
| Luni, 29 iulie 2024     | 9:30 | Recalificări |
| Miercuri, 31 iulie 2024 | 9:30 | Semifinale   |
| Vineri, 2 august 2024   | 9:30 | Finale       |

## Rezultate

### Calificări
Primele trei ambarcațiuni din fiecare cursă se vor califica în semifinale, iar celelalte vor concura în recalificări.

#### Calificări - cursa 1
Rezultate calificări - cursa 1.
| Loc | Culoar | Concurenți                                 | Țară                       | Timp    | Note |
| --- | ------ | ------------------------------------------ | -------------------------- | ------- | ---- |
| 1   | 1      | Jaime Canalejo Pazos Javier García Ordóñez | Spania                     | 6:32,28 | C    |
| 2   | 5      | Daniel Williamson Phillip Wilson           | Noua Zeelandă              | 6:32,44 | C    |
| 3   | 2      | Ross Corrigan Nathan Timoney               | Irlanda                    | 6:32,69 | C    |
| 4   | 3      | Roman Röösli Andrin Gulich                 | Elveția                    | 6:32,71 | R    |
| 5   | 4      | Billy Bender Oliver Bub                    | Statele Unite ale Americii | 7:02,62 | R    |

#### Calificări - cursa 2
Rezultate calificări - cursa 2.
| Loc | Culoar | Concurenți                           | Țară     | Timp    | Note |
| --- | ------ | ------------------------------------ | -------- | ------- | ---- |
| 1   | 4      | Martin Sinković Valent Sinković      | Croația  | 6:35,28 | C    |
| 2   | 2      | Florin Arteni Florin Lehaci          | România  | 6:40,29 | C    |
| 3   | 1      | Dovydas Stankunas Domantas Stankunas | Lituania | 6:44,59 | C    |
| 4   | 3      | Davide Comini Giovanni Codato        | Italia   | 6:50,25 | R    |

#### Calificări - cursa 3
Rezultate calificări - cursa 3.
| Loc | Culoar | Concurenți                          | Țară           | Timp    | Note |
| --- | ------ | ----------------------------------- | -------------- | ------- | ---- |
| 1   | 2      | Oliver Wynne-Griffith Thomas George | Marea Britanie | 6:33,88 | C    |
| 2   | 4      | John Smith Christopher Baxter       | Africa de Sud  | 6:36,71 | C    |
| 3   | 3      | Julius Christ Soenke Kruse          | Germania       | 6:38,86 | C    |
| 4   | 1      | Patrick Holt Simon Keenan           | Australia      | 6:49,79 | R    |

### Recalificări
Primele trei ambarcațiuni din cursă se vor califica în semifinale, iar celelalte vor fi eliminate.
Rezultate recalificări.
| Loc | Culoar | Concurenți                    | Țară                       | Timp    | Note |
| --- | ------ | ----------------------------- | -------------------------- | ------- | ---- |
| 1   | 3      | Roman Röösli Andrin Gulich    | Elveția                    | 6:47,38 | C    |
| 2   | 4      | Davide Comini Giovanni Codato | Italia                     | 6:50,31 | C    |
| 3   | 1      | Billy Bender Oliver Bub       | Statele Unite ale Americii | 6:51,32 | C    |
| 4   | 2      | Patrick Holt Simon Keenan     | Australia                  | 6:53,40 |      |

### Semifinale
Primele trei ambarcațiuni din fiecare cursă se vor califica în Finala A, iar celelalte vor concura în Finala B.

#### Semifinala - cursa 1
| Loc | Culoar | Concurenți                                 | Țară                       | Timp    | Note |
| --- | ------ | ------------------------------------------ | -------------------------- | ------- | ---- |
| 1   | 3      | Martin Sinković Valent Sinković            | Croația                    | 6:29,98 | FA   |
| 2   | 6      | Roman Röösli Andrin Gulich                 | Elveția                    | 6:32,18 | FA   |
| 3   | 4      | Jaime Canalejo Pazos Javier García Ordóñez | Spania                     | 6:36,30 | FA   |
| 4   | 5      | John Smith Christopher Baxter              | Africa de Sud              | 6:40,35 | FB   |
| 5   | 2      | Dovydas Stankunas Domantas Stankunas       | Lituania                   | 6:43,60 | FB   |
| 6   | 1      | Billy Bender Oliver Bub                    | Statele Unite ale Americii | 6:46,11 | FB   |

#### Semifinala - cursa 2
| Loc | Culoar | Concurenți                          | Țară           | Timp    | Note |
| --- | ------ | ----------------------------------- | -------------- | ------- | ---- |
| 1   | 2      | Florin Arteni Florin Lehaci         | România        | 6:29,86 | FA   |
| 2   | 3      | Oliver Wynne-Griffith Thomas George | Marea Britanie | 6:31,56 | FA   |
| 3   | 5      | Ross Corrigan Nathan Timoney        | Irlanda        | 6:32,22 | FA   |
| 4   | 4      | Dan Williamson Phillip Wilson       | Noua Zeelandă  | 6:32,77 | FB   |
| 5   | 6      | Davide Comini Giovanni Codato       | Italia         | 6:45,86 | FB   |
| 6   | 1      | Julius Christ Soenke Kruse          | Germania       | 6:47,13 | FB   |

### Finale

#### Finala B
| Loc | Culoar | Concurenți                           | Țară                       | Timp    | Note |
| --- | ------ | ------------------------------------ | -------------------------- | ------- | ---- |
| 7   | 3      | Dan Williamson Phillip Wilson        | Noua Zeelandă              | 6:24,55 |      |
| 8   | 5      | Dovydas Stankunas Domantas Stankunas | Lituania                   | 6:25,94 |      |
| 9   | 4      | John Smith Christopher Baxter        | Africa de Sud              | 6:27,11 |      |
| 10  | 6      | Billy Bender Oliver Bub              | Statele Unite ale Americii | 6:28,57 |      |
| 11  | 1      | Julius Christ Soenke Kruse           | Germania                   | 6:28,61 |      |
| 12  | 2      | Davide Comini Giovanni Codato        | Italia                     | 6:28,61 |      |

#### Finala A
| Loc | Culoar | Concurenți                                 | Țară           | Timp    | Note |
| --- | ------ | ------------------------------------------ | -------------- | ------- | ---- |
| 1   | 3      | Martin Sinković Valent Sinković            | Croația        | 6:23,66 |      |
| 2   | 5      | Oliver Wynne-Griffith Thomas George        | Marea Britanie | 6:24,11 |      |
| 3   | 2      | Roman Röösli Andrin Gulich                 | Elveția        | 6:24,76 |      |
| 4   | 1      | Florin Arteni Florin Lehaci                | România        | 6:25,61 |      |
| 5   | 4      | Jaime Canalejo Pazos Javier García Ordóñez | Spania         | 6:29,60 |      |
| 6   | 6      | Ross Corrigan Nathan Timoney               | Irlanda        | 6:30,49 |      |